# بابگلوییه
بابگلوییه روستایی در دهستان جواران  بخش مرکزی  شهرستان رابر استان کرمان ایران است.

## جمعیت
بر پایه سرشماری عمومی نفوس و مسکن در سال ۱۳۹۵ جمعیت این مکان ۱۴۱ نفر (۵۵خانوار) بوده‌است.